# Marlon August Acácio
Marlon August Acácio, (* 9. července 1982 v Johannesburgu, Jihoafrická republika) je jihoafrický zápasník–judista, který od roku 2014 reprezentuje Mosambik.

## Sportovní kariéra
Na mezinárodní scéně se pohybuje od roku 2002. V roce 2008 si třetím místem na africkém mistrovství vybojoval účast na olympijských hrách v Pekingu, kde vypadl ve druhém kole na ippon technikou morote seoi-nage s Brazilcem Leandrem Guilheirem. V roce 2010 a judem skončil kvůli radikálním změnám pravidel boje. V roce 2013 se na tatami vrátil a od roku 2014 využil možnosti reprezentovat sousední Mosambik odkud pochází jeho rodina. V roce 2016 dosáhl na kontinentální kvótu pro účast na olympijských hrách v Riu, kde vypadl v úvodním kole na wazari-ippon technikou tai-otoši+osae-komi s Brazilcem Victorem Penalberem.

## Výsledky
| Olympijské hry     |    |   | — |     |    |     | úč. |   |   |   | — |     |    |     | úč. |  |  |
| Mistrovství světa  |    | — |   | —   |    | úč. |     | — | — | — |   | —   | —  | úč. |     |  |  |
| Africké hry        |    | ? |   |     |    | úč. |     |   |   | — |   |     |    | 5.  |     |  |  |
| Mistrovství Afriky | 7. |   | ? | úč. | 5. |     | 3.  | — | — | — | — | úč. | 7. | úč. | 7.  |  |  |